# Acid salicilic
Acid salicilic (din limba latină, salix, însemnând salcie) este un hidroxiacid aromatic, precursor al acidului acetilsalicilic, având formula moleculară C7H6O3. Este un compus incolor, cristalin cu importanță ridicată în sinteza organică, dar care poate fi și hormon la unele plante. Atât esterii, cât și sărurile derivate de la acidului salicilic se numesc salicilați.

## Istoric

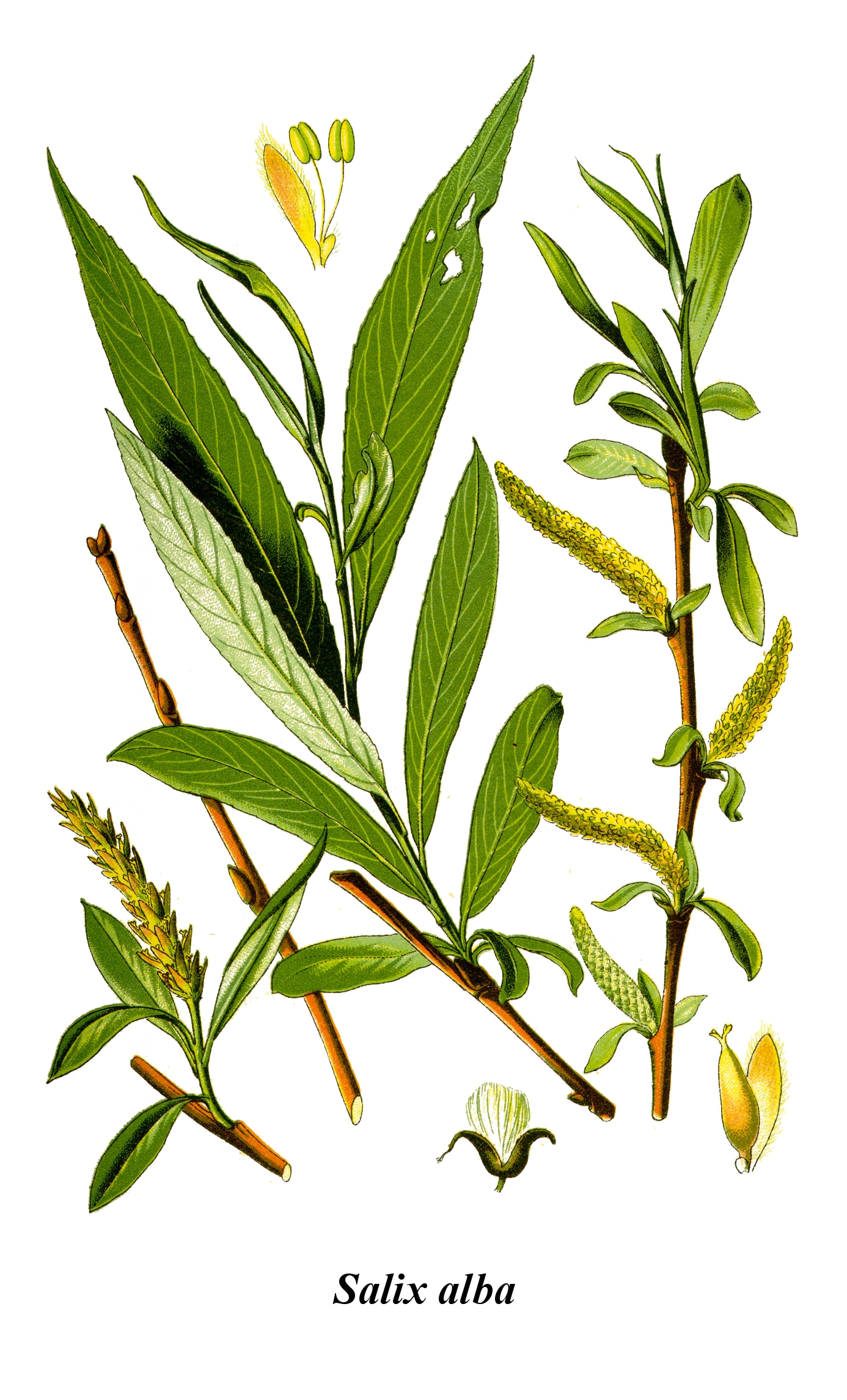
Salcia albă (Salix alba) este o sursă naturală de acid salicilic

Hippocrate, Galenus și Plinius cel Bătrân cunoșteau faptul că scoarța de salcie poate ușura durerea și reduce febra. A fost folosită de mult timp în Europa și China pentru tratarea acestor condiții. Acest remediu este de asemenea menționat și în texte din Egiptul Antic, Sumer și Asiria. Populațiile native americane, precum Cherokee, foloseau o infuzie a scoarței pentru tratarea febrei, aceasta având și alte scopuri medicale.
Substanța activă a scoarței, numită salicină, de la numele latinesc al salciei albe (Salix alba), a fost izolată și denumită de chimistul german Johann Andreas Buchner în 1828. O cantitate mai mare din acest compus a fost izolată de farmacistul francez Henri Leroux în 1829.
Acidul salicilic a fost izolat din planta de crețușcă (Filipendula ulmaria) în anul 1839, de către cercetători germani. Deși extractul obținut era oarecum efectiv, cauza multe probleme de digestie, precum hemoragii interne, diaree, ulcere stomacale și chiar moarte (în cazul consumului unor cantități mari). De aceea, acidul salicilic a fost înlocuit de acidul acetilsalicilic, care are același efect pozitiv, dar efecte secundare diminuate.

## Proprietăți

### Proprietăți chimice
Acidul salicilic are formula C6H4(OH)COOH, unde grupa hidroxil -OH este substituită în poziția orto pe nucleul aromatic față de grupa carboxil -COOH. Astfel, mai poate fi denumit și acid 2-hidroxibenzoic. Este greu solubil în apă (2 g/L la 20 °C). Aspirina (acidul acetilsalicilic) poate fi preparată prin reacția de acilare a grupei fenolice a acidului salicilic cu radicali acetil (care se face cu anhidridă acetică sau clorură de acetil) sau prin reacția Kolbe-Schmitt (vezi „Obținere”).

## Obținere
Acidul salicilic poate fi biosintetizat folosindu-se ca precursor aminoacidului numit fenilalanină.
Salicilatul de sodiu poate fi produs comercial prin tratarea fenoxidului de sodiu (sarea sodică a fenolului) cu dioxid de carbon la presiune și temperatură înaltă (100 atm și 390 K) – metoda fiind cunoscută sub numele de procedeu Kolbe-Schmitt. Acidul salicilic se obține din această sare, prin tratare cu acid sulfuric:
Acidul salicilic mai poate fi preparat și prin hidroliza acidului acetilsalicilic (aspirinei) sau prin reacția dintre salicilatul de metil și o bază sau un acid tare.

## Utilizări
Aspirina -fiind acidul acetil salicilic-, este folosita pentru ușurarea durerilor și pentru reducerea febrei. Astfel, se poate spune că are proprietăți bactericide, antipiretice și antiseptice, dar poate fi folosit și ca conservant alimentar.